# Medialuna (geslacht)
Medialuna is een geslacht van straalvinnige vissen uit de familie van loodsbaarzen (Kyphosidae).

## Soorten
- Medialuna ancietae (Chirichigno, 1987)
- Medialuna californiensis (Steindachner, 1876)